# 18605 Жакласкар
18605 Жакласкар (18605 Jacqueslaskar) — астероїд головного поясу, відкритий 28 січня 1998 року.
Тіссеранів параметр щодо Юпітера — 3,347.